# كلية الذكاء الاصطناعي (جامعة كفر الشيخ)

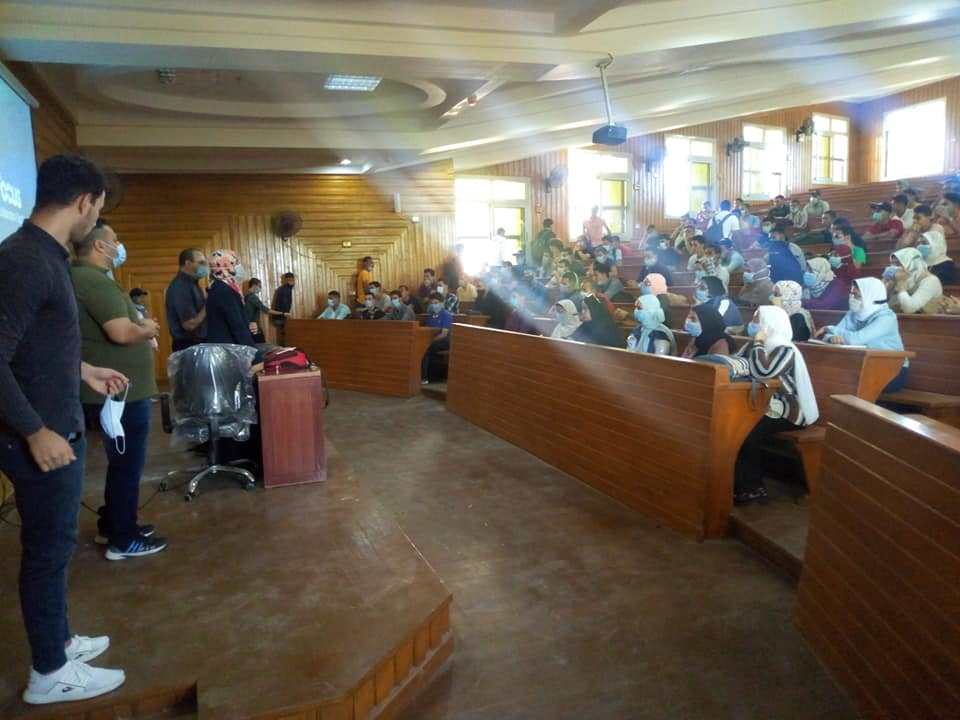
استقبال الدفعة الثانية عام 2020 الفرقة الأولى بكلية الذكاء الاصطناعي بجامعة كفر الشيخ

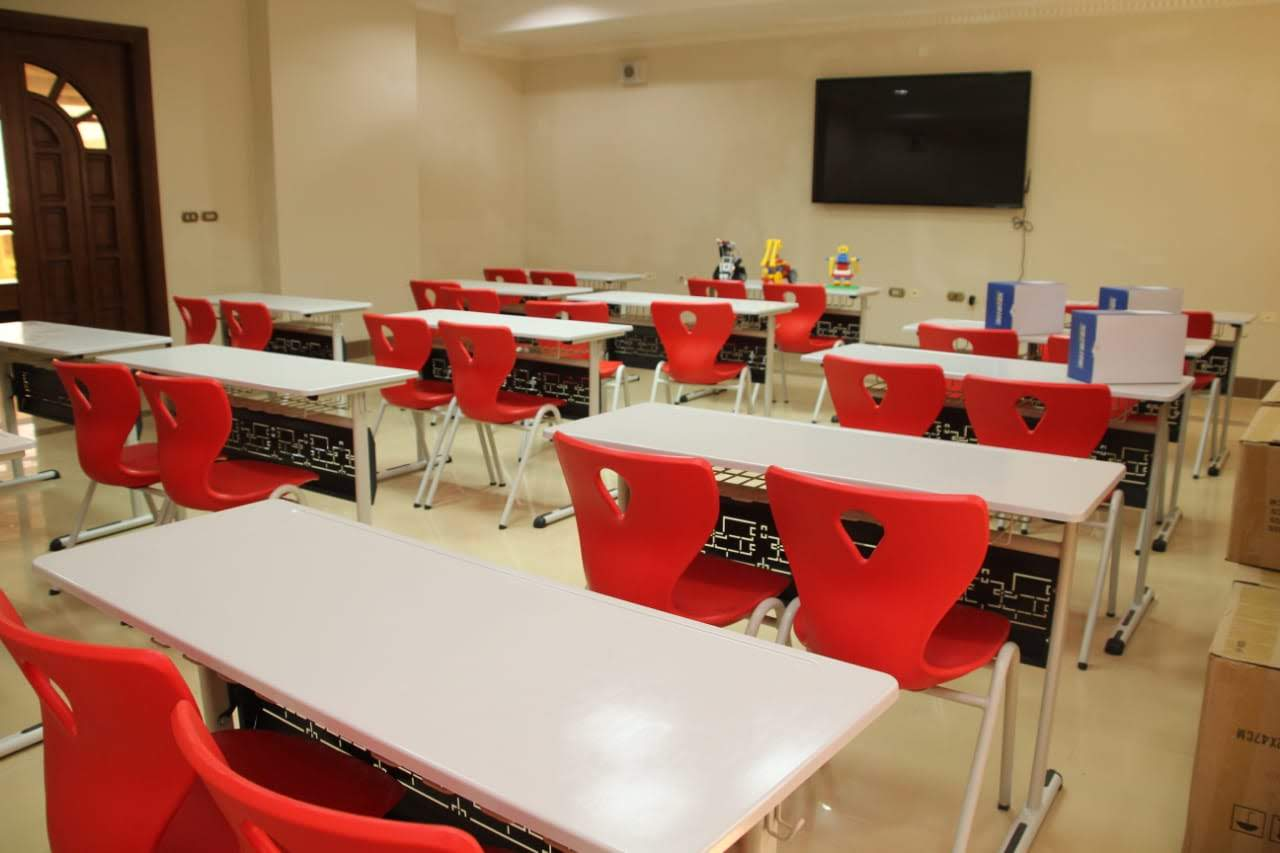
أحد معامل الروبوتات بكلية الذكاء الاصطناعي كفر الشيخ

كلية الذكاء الاصطناعي بجامعة كفر الشيخ (بالإنجليزية: (Faculty of Artificial Intelligence (FAI)‏ هي أول كلية بالشرق الأوسط ترتكز الدراسة بها على علوم الذكاء الاصطناعي والتخصص بها بالإضافة إلي المقررات التكنولوجية والعلمية من الكليات المختلفة مثل كليات الحاسبات والمعلومات، والهندسة والعلوم، وقد تم تطوير الكلية بإدخال العديد من الأساليب التعليمية والتقنية الحديثة ومعامل الروبوتات ومعامل الحاسبات، ومدة الدراسة بالكلية هي 4 سنوات بنظام الساعات المعتمدة، ومن ثم يحصل الطالب على درجة البكالريوس في علوم الذكاء الاصطناعي (BSc in Artificial Intelligence).
تقبل الكلية خريجي الشعبة العلمية من الثانوية العام المصرية سواء علمي علوم أو رياضيات والشهادات الأجنبية المعادلة لهما.

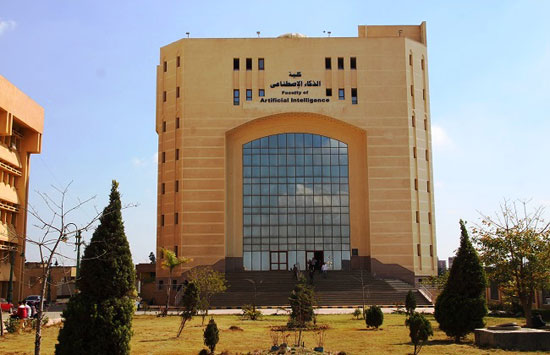
مبنى كلية الذكاء الاصطناعي بجامعة كفر الشيخ

## الرؤية
تسعى كلية الذكاء الاصطناعي في جامعة كفر الشيخ إلى دعم التميز في مصر وتزويد مؤسسات الدولة بالمعرفة لتعزيز النمو الاقتصادي وتحسين حياة المصريين.

### الرسالة
1. دعم جهود الدولة في البناء والحفاظ على الابتكار القائم على الذكاء الاصطناعي والنمو والإنتاجية في مصر من خلال التركيز على جهود التحول للتعلم العميق والتعلم الآلي.
2. دعم قطاع الصناعة وقطاع الأعمال في مصر بالكوادر البشرية التي لديها مهارات الذكاء الاصطناعي.
3. دعم قطاع الابتكار في مصر في مجال الذكاء الاصطناعي ومساعدة الشركات الناشئة على النمو لتصبح شركات مصرية قادرة على التميز عالميا.

## نشأة الكلية
أصدر السيد رئيس مجلس الوزراء قرار رقم (871) لسنة 2019 بتاريخ 4/8/ 2019 بإنشاء كلية الذكاء الاصطناعي بجامعة كفر الشيخ. 

## أهداف الكلية

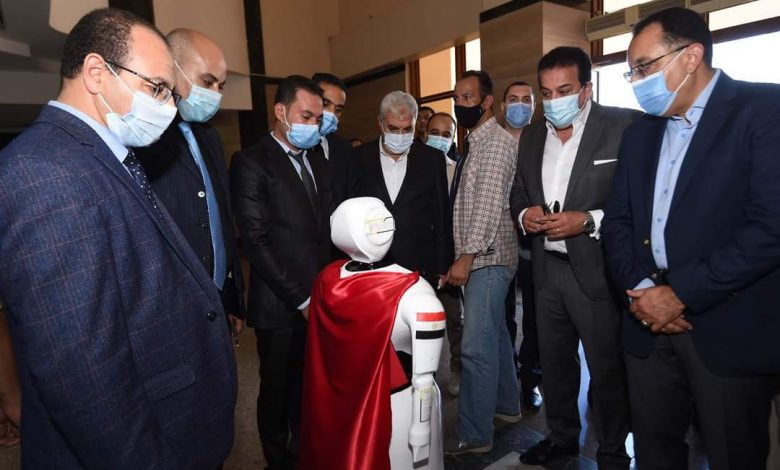
رئيس الوزراء المصري والوزراء المصريون يفتتحون كلية الذكاء الاصطناعي بكفر الشيخ

تهدف جامعة كفر الشيخ من إنشاء كلية الذكاء الاصطناعي تحقيق ما يلي:
1. إعداد وتأهيل الكوادر البشرية في قطاعات الدولة المختلفة على تكنولوجيا الذكاء الاصطناعي.
2. تطوير برامج أكاديمية بالجامعة مرتبطة بعلوم تقنيات الذكاء الاصطناعي.
3. تعزيز مجالات التميز في أبحاث الذكاء الاصطناعي.
4. تشجيع ودعم البحث العلمي في مجالات الذكاء الاصطناعي.
5. نشر الوعي العلمي بتقنيات الأبحاث في مجال الذكاء الاصطناعي.
6. بناء شراكات إستراتيجية مع المعاهد والجامعات العالمية في مجال الذكاء الاصطناعي.
7. النهوض بالاقتصاد المعرفي الوطني من خلال مخرجات أبحاث الذكاء الاصطناعي.
8. استثمار أحدث تقنيات وأدوات الذكاء الاصطناعي وتطبيقها في شتى ميادين العمل بكفاءة رفيعة المستوى.
9. استثمار كل الطاقات على النحو الأمثل، واستغلال الموارد والإمكانات البشرية والمادية المتوافرة بطريقة خلاقة.
10. تقديم الاستشارات والمساعدات العلمية والفنية للهيئات والجهات التي تستخدم تكنولوجيا الذكاء الاصطناعي وتهتم بصناعة واتخاذ القرار ودعمه.
11. نشر الوعي وتعميقه في المجتمع بهدف استخدام تكنولوجيا الذكاء الاصطناعي في قطاعات ومؤسسات الدولة المختلفة، ورفع كفاءة استخدامها.
12. تنظيم المؤتمرات وعقد الاجتماعات العلمية بهدف الارتقاء بالمستوي التعليمي وتعميق المفهوم العلمي بين الكوادر المتخصصة.

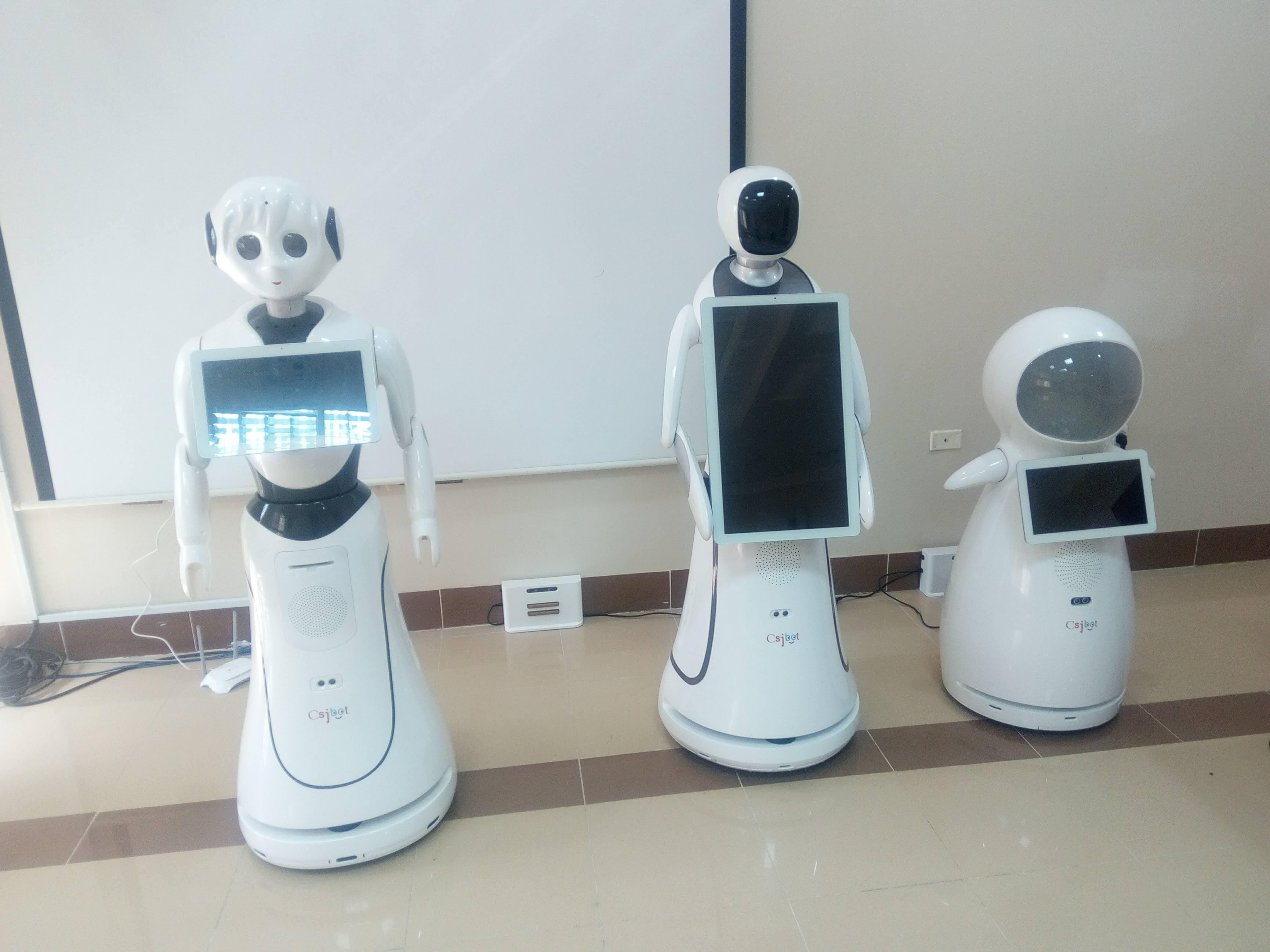
بعض الروبوتات التعليمية في كلية الذكاء الاصطناعي بجامعة كفر الشيخ

## أقسام الكلية
1- القسم العام
والذي يتضمن دراسة أربعة مجالات وهي:
1. الروبوتات والآلات الذكية - Robotics & Intelligent Machines
2. تعلم الآلة واسترجاع المعلومات - Machine Learning & Information Retrieval
3. تكنولوجيا أنظمة الشبكات المدمجة - Embedded Network Systems
4. علوم البيانات - Data Science

- بالإضافة إلي الكثير من المواد الأخرى الهندسية والتكنولوجية المختلفة مثل فروع الرياضيات المختلفة والبرمجة وإنترنت الأشياء IOT ...إلخ.

- يقبل القسم طلاب علمي علوم وعلمي رياضيات على أن يدرس خريجو شعبة علوم مادة رياضيات إضافية على المقررات الدراسية خلال السنة الأولى.

## برنامج الذكاء الاصطناعي الحيوي (القسم الخاص)
التعريف بالبرنامج:
- أول برنامج من نوعه على مستوى كليات الحاسبات والمعلومات وكليات الذكاء الاصطناعي، يقوم بالتدريس في هذا البرنامج نخبة من أعضاء هيئة التدريس والهيئة المعاونة بكلية الذكاء الاصطناعي، بالإضافة إلى كليات الطب والصيدلة والهندسة والعلوم بجامعة كفر الشيخ.

- يتم تدريب الطالب على أحدث التقنيات من أجهزة وبرامج ومنها الروبوتات الحديثة وأحدث معامل إنترنت الأشياء IOT ومعامل البيانات الضخمة Big Data، وتم إضافة جزء عملي بمعظم المقررات الدراسية تتيح للطالب بداية من المستوى الأول بالكلية، القيام بتصميم مجموعة من الروبوتات التي تؤدى وظائف محددة في مجال القطاع الصحي.

- يتم إتاحة فرص عمل لخريج هذا البرنامج في القطاع الصحي بالمستشفيات وشركات الأدوية العامة والخاصة بالإضافة إلى المصانع الذكية وشركات البرمجيات، ويتم الاستعانة بهم في مجال التحول الرقمي.

- القسم بمصروفات خاصة وتكون حوالي 21 ألف جنيهًا مصريًا في السنة وقدد تتغير باختلاف السنة الدراسية.

- يقبل القسم خريجي شعبة علمي علوم وعلمي رياضيات على أن يدرس خريجو شعبة علوم مادة رياضيات اضافية على المقررات الدراسية خلال السنة الأولى وأن يدرس خريجو شعبة رياضيات مادة الأحياء إضافة لبقية المقررات خلال السنة الأولى.

## الموقع داخل الحرم الجامعي
يعد مبنى الكلية أقرب مبنى لبوابة الجامعة الرئيسية، حيث تجدها بمجرد الانعطاف يمينا عند دخولك من البوابة حيث تقع بجوار مبنى كلية الزراعة ب.

## كيفية التقديم
تكون الكلية موجودة في موقع التنسيق وتخضع للتوزيع الجغرافي بدرجة كبيرة أي أن فرص القبول أكبر لطلاب المنطقة الجغرافية مع وجود أماكن لباقي طلاب الجمهورية خاصة في القسم الخاص
يكون التقديم للكلية بعد اعلان نتيجة تقليل الاغتراب وتكون الأوراق المطلوبة كالتالي:
(قد تتغير الأوراق من عام دراسي لآخر لذلك تابع صفحة الكلية على فيسبوك)
1. أصل شهادة الثانوية العامة وصورتين منها
2. بطاقة الترشيح للكلية وصورتين منها
3. 6 صور شخصية مقاس 4*6
4. صورتين من بطاقة الرقم القومي للطالب
5. صورتين من بطاقة الرقم القومي لولي الأمر
6. شهادة ميلاد حديثة وصورتين منها
7. ورقة الكشف الطبي بعد الخضوع له في الجامعة
8. شهادة التفوق الرياضي (للحاصلين على حوافز رياضية فقط)
9. نموذج (2) جند للطلاب الذكور فقط (من مكتب التجنيد التابع له الطالب).
10. إيصال دفع مصروفات الكلية والتي تختلف حسب السنة وكانت 480 جنيهًا مصريا فقط لا غير للقسم العام و 21 ألف جنيهًا مصريًا للقسم الخاص وذلك لدفعة 2021/ 2022 (يكون الدفع بكارت الفيزا ولا تقبل الجامعة المصروفات نقدًا).

## روابط خارجية
- الموقع الرسمي